# Oscar Aguirre
Oscar Vicente Aguirre (Santa Fe, Argentina, 28 de diciembre de 1939-11 de abril de 2022) fue un futbolista y entrenador de fútbol argentino.

### Resumen de biografía
Oscar Vicente Aguirre nació en Santa Fe, Argentina. Jugó en las inferiores del club Colón en 1956, comenzó a jugar profesionalmente en Club Trebolense en 1957  como delantero. En 1959, jugó en el club Unión de Santa Fe, donde salió campeón de la Liga Santafesina de Fútbol. Luego jugó en Club Atlético Central Córdoba en el 1960, club en el que fue figura destacada su padre, el internacional Vicente Aguirre, en 1964 jugó en Quilmes. Jugó además en clubes de ligas del interior de la Provincia de Santa Fe y de la Federación de la Ciudad de Santa Fe y se retiró en 1974 en Sportivo Guadalupe.

### Entrenador
En 1975 comenzó su carrera como entrenador en el Sportivo Guadalupe de la Liga Santafesina de Fútbol donde se coronó campeón en  1976, dirigió en varias oportunidades en Colón, mayormente en la Liga Santafesina de Fútbol, salvo en el Nacional B 1987-88 donde fue director Técnico de Primera División de AFA, desde la fecha 13 a la 42, más dos eliminatorias en el Torneo Reducido por el Ascenso. Dirigió a diversos clubes de la Liga Santafesina de Fútbol.

### Reconocimiento
Mediante un proyecto de declaración presentado por el concejal Leandro González, aprobado en el Concejo Municipal en junio de 2017 el “Patón” Aguirre fue reconocido como Santafesino Ilustre por iniciativa del concejal Leandro González, junto a Leonardo Simoniello y Carlos Iparraguirre.
La apertura del acto estuvo a cargo del vicepresidente del Concejo, quien expresó que el deporte “juega un rol fundamental en la transmisión de valores a niños, adolescentes y adultos, y el ‘Patón’ a lo largo de su carrera fue eso, un transmisor de valores. Por eso queremos destacarlo, no solo por haber sido uno de los directores técnicos de mayor trayectoria en su ciudad, sino por su compromiso desde el lugar que le tocaba, a enseñar, educar, y transmitir valores a los más jóvenes, algo que como sociedad tenemos la obligación de recuperar y potenciar”.
Falleció a los 82 años en la ciudad de Santa Fe, en reconocimiento a su trayectoria, la Liga Santafesina de Fútbol le puso su nombre al Torneo Clausura de Primera División 2022.

## Clubes

### Jugador
| Club                                   | País      | Año       |
| -------------------------------------- | --------- | --------- |
| Colón                                  | Argentina | 1956      |
| Club Trebolense                        | Argentina | 1957      |
| Club Atlético San Lorenzo de Esperanza | Argentina | 1958      |
| Unión de Santa Fe                      | Argentina | 1959      |
| Club Atlético Central Córdoba          | Argentina | 1960      |
| Club Almafuerte de Las Rosas           | Argentina | 1961      |
| Club El Expreso de El Trebol           | Argentina | 1962      |
| Club San Martín de Angélica            | Argentina | 1963      |
| Quilmes                                | Argentina | 1964      |
| Club Atlético San Jorge                | Argentina | 1965      |
| Argentino Quilmes de Rafaela           | Argentina | 1966      |
| Sportivo Guadalupe                     | Argentina | 1967-1974 |

### Entrenador
| Club                          | País      | Año       |
| ----------------------------- | --------- | --------- |
| Sportivo Guadalupe            | Argentina | 1975-1978 |
| Colón                         | Argentina | 1979-1980 |
| Club Atlético La Salle        | Argentina | 1981-1983 |
| Colón                         | Argentina | 1984-1985 |
| Sportivo Guadalupe            | Argentina | 1986      |
| Colón                         | Argentina | 1987-1989 |
| Santa Paula de Gálvez         | Argentina | 1990-1991 |
| Sportivo Guadalupe            | Argentina | 1992      |
| Gimnasia                      | Argentina | 1993      |
| Sportivo Guadalupe            | Argentina | 1994-1995 |
| Argentino de San Carlos       | Argentina | 1996      |
| Ateneo Inmaculada             | Argentina | 1999      |
| Sportivo Guadalupe            | Argentina | 2000-2001 |
| Newell'S Old Boys de Santa Fe | Argentina | 2003-2005 |
| Sportivo Guadalupe            | Argentina | 2006      |
| Ciclón Racing                 | Argentina | 2008      |
| Sportivo Guadalupe            | Argentina | 2009      |

## Palmarés

### Como futbolista

#### Campeonatos regionales
| Título                     | Club              | País      | Año  |
| -------------------------- | ----------------- | --------- | ---- |
| Liga Santafesina de Fútbol | Unión de Santa Fe | Argentina | 1959 |

### Como entrenador

#### Campeonatos regionales
| Título                                                    | Club                          | País      | Año  |
| --------------------------------------------------------- | ----------------------------- | --------- | ---- |
| Liga Santafesina de Fútbol                                | Sportivo Guadalupe            | Argentina | 1976 |
| Liga Santafesina de Fútbol                                | Argentino de San Carlos       | Argentina | 1996 |
| Liga Santafesina de Fútbol Torneo Reducido por el Ascenso | Newell'S Old Boys de Santa Fe | Argentina | 2003 |